# Бигляр
Бигля́р, Беклярса́й, Бекларсай (узб. Beklarsoy/Бекларсой) — горная река (сай) в Кошрабадском районе Самаркандской области и Нуратинском районе Навоийской области (небольшой участок по границе, перед устьем) Узбекистана, правый приток сая (сухого русла) Каламджар.
Река последовательно меняет названия: в верхнем течении — Усту́к (узб. Ustuqsoy/Устуқсой), далее — Бигляр, в среднем течении — Акча́б (Акчабса́й) (узб. Oqchopsoy/Оқчопсой), в нижнем — Урганчи́ (Урганжи) (узб. O‘rg‘anchi/Ўрғанчи).

## Общее описание
Длина сая равна 41 км, площадь бассейна — 180 км².
Среднемноголетний расход воды близ кишлака Янги-Акчаб составляет 0,714 м³/с. Река питается талыми водами снегов и дождями. Основной объём стока приходится на весну. После весенних ливней по руслу могут проходить сильные сели. В летний и зимний период количество воды в Бигляре уменьшается, как правило, до полного высыхания. Для кишлака Янги-Акчаб объём стока за год равен 22,5 млн м³, средний модуль стока — 3,97 л/с⋅км², слой стока — 125 см/год, коэффициент изменчивости стока — 0,739 (за время наблюдений в 1964—2002 годах). Годовой сток для использования на орошение, по оценке, составляет более 13 млн м³.

## Течение реки
Устук берёт начало с южного склона Северного Нуратинского хребта (собственно Нуратау). Небольшие водотоки, слагающие реку в верховьях, имеют родниковое происхождение. От истока течёт в северо-западном направлении, далее поворачивает на юго-запад. Ниже на берегах сая стоит населённый пункт Устук. Отсюда река ориентируется в общем западном направлении, но образует по течению множество изгибов.
В районе слияния с Тикташем у населённого пункта Накки водоток получает название Бигляр. Далее Бигляр течёт к северу от гор Джайляу. Здесь на реке построено Акчабсайское водохранилище. В непосредственной близости от современного резервуара в XVI веке была возведена плотина Абдуллаханбанди, остатки которой сохранились до настоящего времени. Гидротехническое сооружение возведено в самом узком месте скалистого ущелья, которое Бигляр образует выше кишлака Акчаб.
На участке ниже водохранилища русло пролегает, в целом, на юго-запад, проходя между кишлаками Акчаб и Янги Акчаб. Холмы-адыры, сменившие ущелье реки, всё более сглаживаются. Отсюда начинается пересыхающий участок течения. Здесь Бигляр принимает значительный левый приток Акчаб (сезонно), и далее сам носит это название (на карте, приводимой в книге А. Р. Мухамеджанова, название Акчабсай используется для Бигляра и выше по течению, уже за плотиной Абдуллаханбанди). Пройдя по территории населённого пункта Эски Акчаб, сай затем ориентируется в общем западном направлении, которое сохраняет до устья.
В низовьях по берегам сая последовательно стоят населённые пункты Тиллякан (где имеется небольшое водохранилище), Джугантепа, Сартсылу, Урганчи, Барак, Сарыаул, Сумбул. В районе одноимённого кишлака получает название Урганчи. Между Бараком и Субулом русло переходит в овраг шириной 7 и глубиной 2 м. На концевом участке топографические карты Генерального штаба отмечают реку как сухое русло.
Близ населённого пункта Джилантамгалы Урганчи сливается с саем (сухим руслом) Каламджар. В источниках Бигляр может относиться к бассейну Зеравшана, хотя фактически Каламджар оканчивается слепо.

## Хозяйственное использование
С древности река обеспечивала водоснабжение таких кишлаков как Бигляр, Акчаб, Янги Акчаб. В долине Бигляра сохранилось гидротехническое сооружение XVI века — плотина Абдуллаханбанди.

### Абдуллаханбанди
Плотина-водохранилище Абдуллаханбанди представляет замечательный пример инженерно-технической мысли в средневековой ирригации. Она возведена в 1580-е годы по приказу бухарского хана Абдулахана II. Остатки плотины впервые отметил в 1913 году Н. А. Димо, входивший тогда в состав Бухарской экспедиции, снаряжённой Отделом земельных улучшений Министерства сельского хозяйства. В 1957—1962 годах исторический памятник был исследован Махандарьинским археологическим отрядом Института истории и археологии Узбекистана под руководством Я. Г. Гулямова.
Материалом для плотины выступали плиты из камня (сланца), которые соединялись водостойким строительным раствором. Длина дамбы поверху была равна 85 м, в основании — 73 м, высота составляла 14,5 м. Её толщина ступенчато расширялась за счёт задней части от 4,5 м поверху до 15,3 м в основании, что помогало лучше сдерживать напорное давление воды и повышало коэффициент устойчивости на опрокидывание. Также в состав инженерного комплекса входили водоспуск на щитовых затворах (без привода), донная галерея с вертикальной шахтой и катастрофический водосброс с отводом возможных излишков воды в арык вдоль русла реки.
Следует оговориться, что объём древнего водного резервуара был невелик. По оценкам, формируемое плотиной водохранилище имело длину 1,5 км, ширину от 75 до 125 м и аккумулировало 1—1,2 млн м³ воды. Такой объём составляет не более 10 % от годового стока Бигляра. Однако особой заслугой средневековых ирригаторов является выбор местности для его постройки.
Гидротехническое сооружение было возведено в наиболее удачном, самом узком месте речного каньона. Планировщики современного Акчабсайского водохранилища расположили его плотину практически в одной точке с Абдуллаханбанди. Геологические и геофизические расчёты показали, что эта точка ущелья одновременно является самой прочной. Ниже по течению сай дважды пересекается с разломом в земной коре, который, в случае постройки водного резервуара, мог бы выступать угрожающим фактором. А. Р. Мухамеджанов делает вывод, что строители Абдуллаханбанди, с одной стороны, располагали сравнительно высокими техническими познаниями в сочетании с опытом, с другой — обладали глубокими и разносторонними знаниями о местности, важными для гидротехнического строительства.

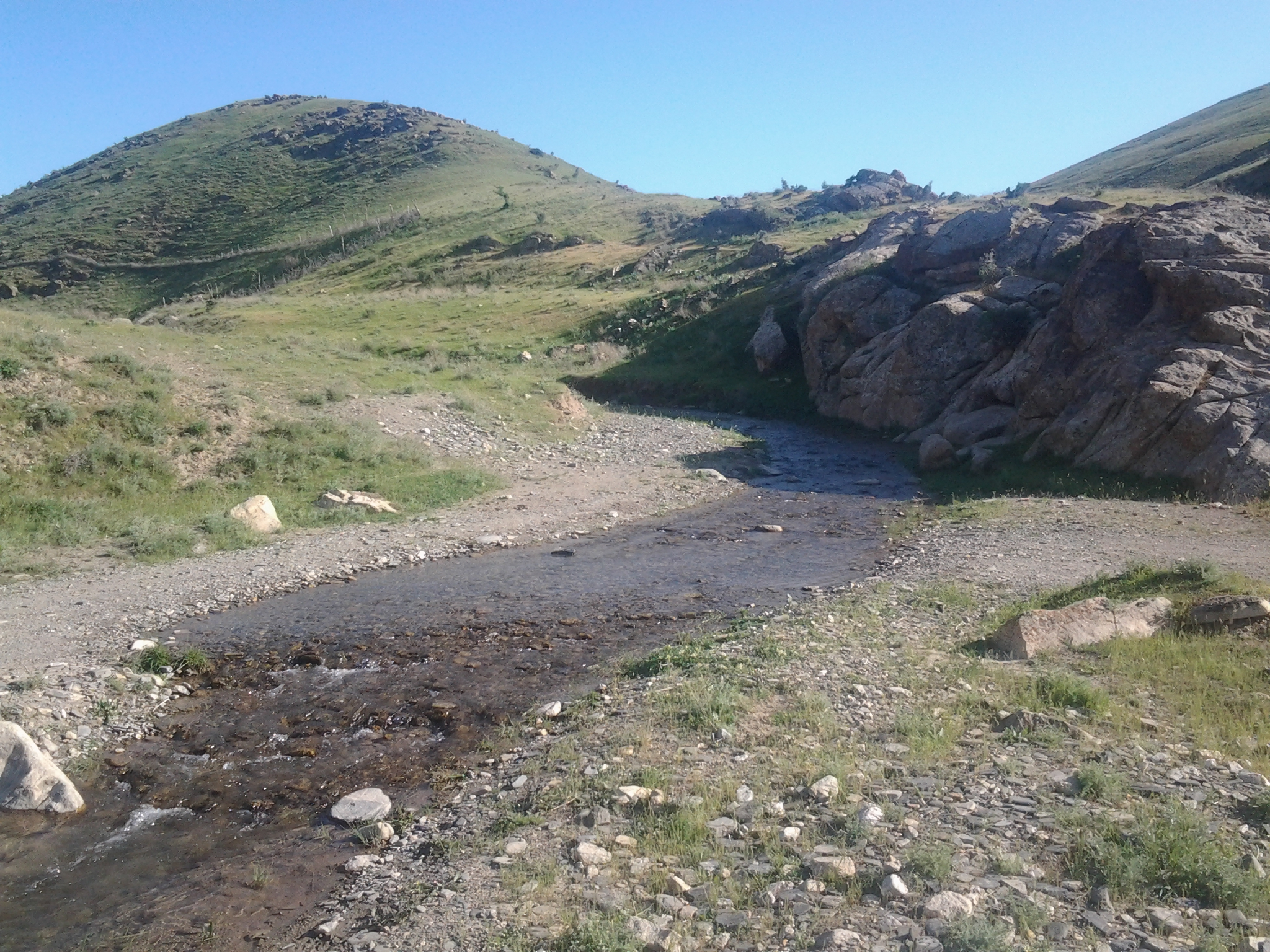
Тикташ, левый приток Бигляра

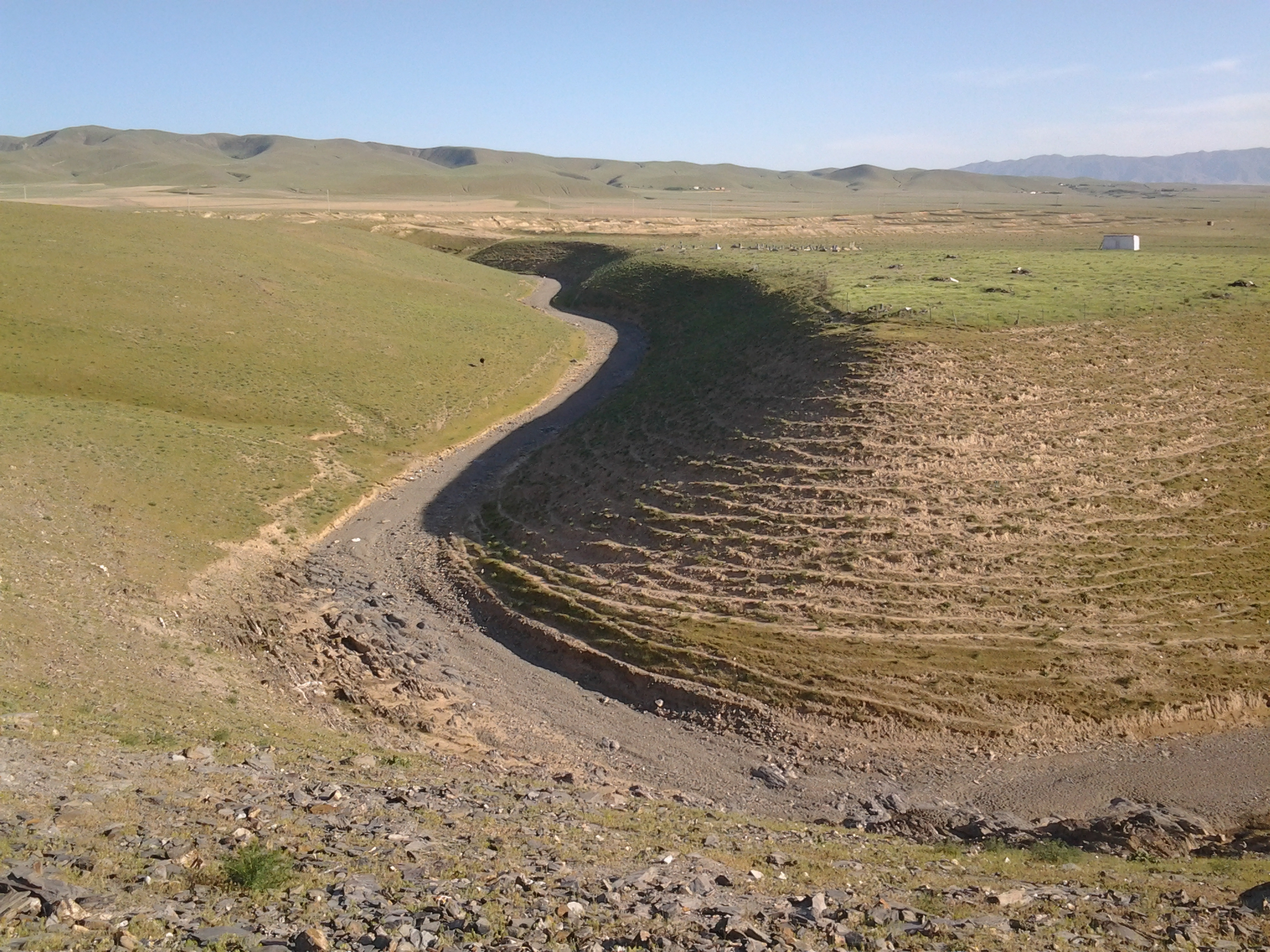
Акчаб, крупный сезонный левый приток Бигляра, передающий ему своё название

Водохранилище плотины Абдуллаханбанди обеспечивало водоснабжение кишлаков Камар, Акчаб, Урганчи, Рабат, Джилантамгалы и Сайкечар с прилегающими к ними землями, из него поступала вода на нижележащие сооружения. В XVI веке здесь орошалось в среднем 1—1,2 тыс. га земель.
Впоследствии Абдуллаханбанди была прорвана бурным течением Бигляра. До современности сохранилось 2/3 дамбы, ещё одна треть с левого берега каньона оказалась полностью уничтожена.

## Притоки Бигляра
Бигляр имеет большое количество притоков, однако часть из них носит сезонный характер. В число значительных входят (от верховьях к низовьям): Ангаран (слева), Найвак (слева), Кушауз (сезонно, слева), Бузуруката (сезонно, слева), Саурак (справа), Тикташ (слева), Акчаб (сезонно, слева).